# Surveyor 2
Surveyor 2 byla umělá sonda, vyslaná agenturou NASA na Měsíc v roce 1966. V katalogu COSPAR dostala označení 1966-084A.

## Úkol mise
Družice měla za úkol měkce přistát na povrchu Měsíce a pořídit odtud fotografie. Byla družicí, předstupněm programu Apollo, při němž mají astronauti z USA vstoupit na Měsíc a doplňovala souběžné bezpilotní lety programů Lunar Orbiter, Lunar Explorer, Ranger, zčásti i Pioneer.

## Základní údaje
Sonda vážila 1019 kg, část určená k přistání 281 kg. Měla mj. brzdicí motor, vlastní pohonné hmoty, dvojici radarů, tři řídící trysky, snímací fotografickou aparaturu se dvěma kamerami.

## Průběh mise

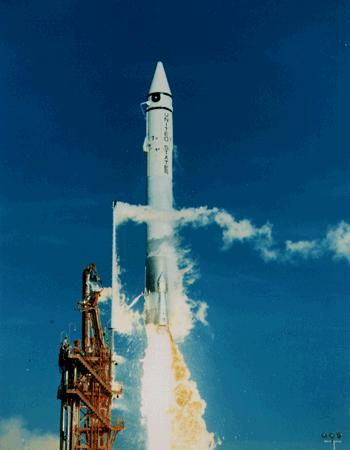
Star sondy Surveyor 2

Raketa Atlas Centaur D se sondou Surveyor odstartovala z mysu Canaveral na Floridě 20. září 1966. Den poté byla provedena korekce dráhy ve vzdálenosti 163 000 km od Země. Místo tří řídících trysek však zapracovaly jen dvě a sonda se dostala do neplánované rotace. Dne 22. září byl zapnut brzdicí motor, rotaci se však nepodařilo zastavit. Krátce poté neovládaná sonda přestala vysílat kvůli vyčerpání energie z chemických baterií. Podle výpočtů z řídícího střediska se zřítila rychlostí 2,8 km/s na povrch Měsíce dne 23. září 1966  (do oblasti Mare Insularum nedaleko kráteru Gambart C).
Oproti své předchůdkyni Surveyoru 1 tak tato mise byla neúspěšná.